# كويا
كويا (باليابانية: 高野町) هي بلدية في اليابان، وبلدة في اليابان، تقع في واكاياما، ومقاطعة إيتو، بلغ عدد سكانها 3,178 نسمة وذلك حسب إحصائيات سنة 2017، تبلغ مساحتها 137.03 كيلومتر مربع.

## الموقع
تشترك في الحدود مع:
- كودوياما
- نوسيغاوا
- غوجو، نارا
- كاتسوراغي
- هاشيموتو، واكاياما.